# Zselic

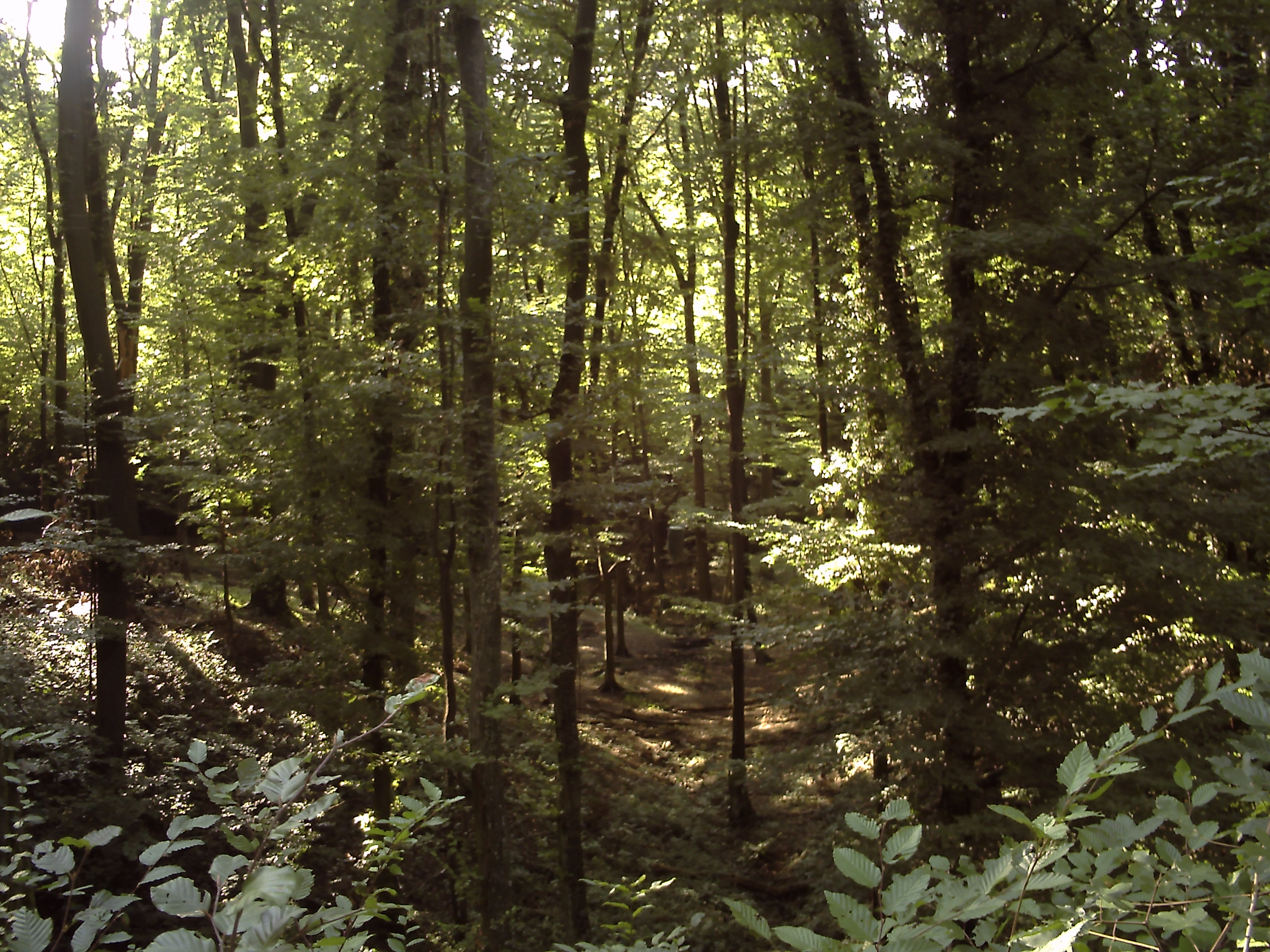
Jellegzetes zselici bükkerdő

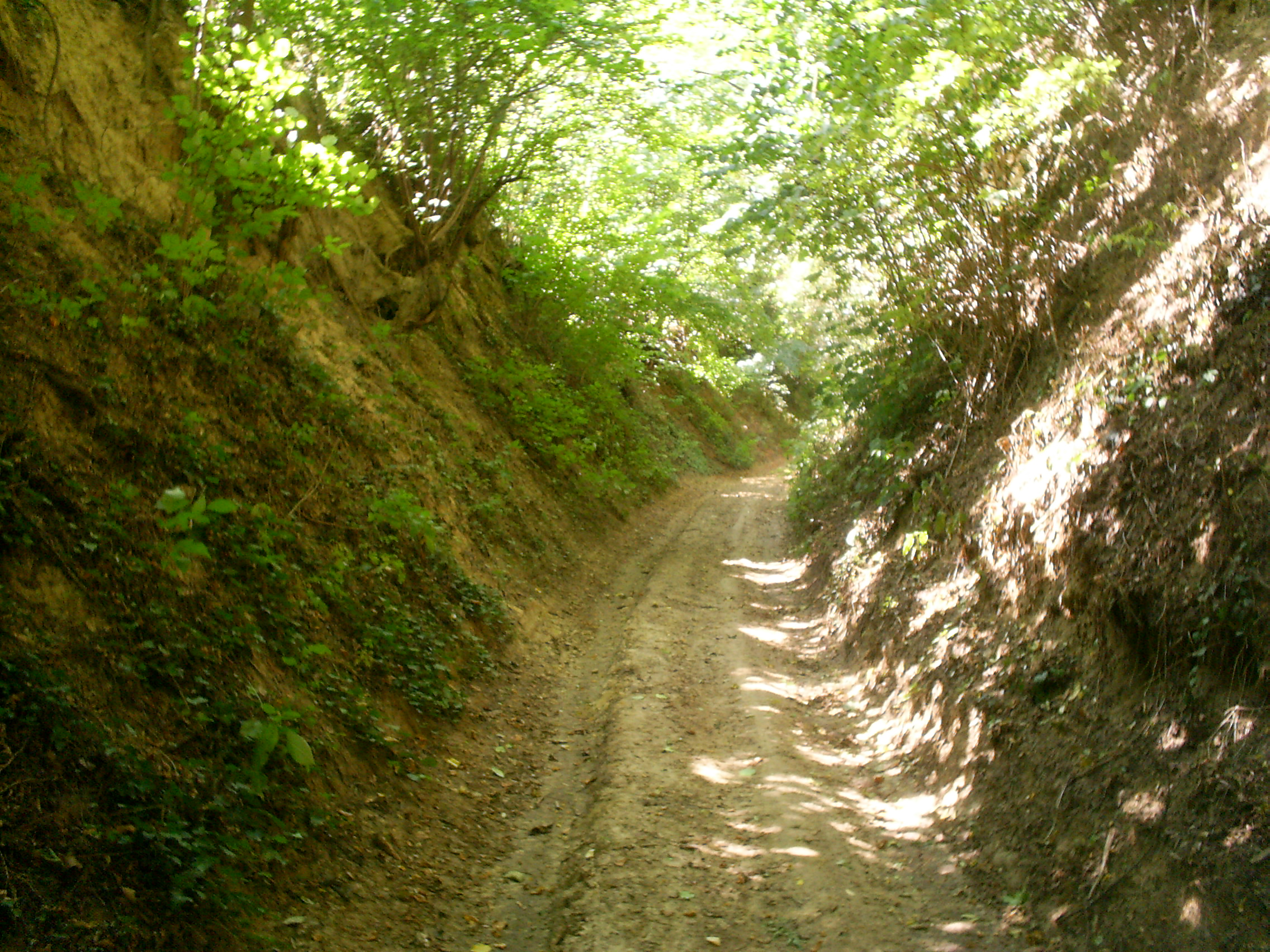
Löszmélyút egy Szulimán melletti szőlőhegyen

A Zselic mintegy 1200 km² területű dombság a Dunántúl déli részén, Somogy és Baranya vármegye határán. Tengerszint feletti magassága 200–250 méter, magasabb pontjai az északnyugat–délkelet irányú Duna–Dráva vízválasztón találhatók. Legjelentősebb kiemelkedése a Hollófészek (358 m). Számos forrása és patak jellegű vízfolyása van. Természeti értékeit jellegzetes erdőtársulásai adják, nagyszámú szubmediterrán flóraelemmel és a hozzájuk kapcsolódó állatvilággal.
Magyarország földrajzi tájainak újabb beosztása a táj északi és déli részét külön kistájnak (Észak- és Dél-Zselic) tekinti.

## Elhelyezkedése
A Zselic a Dunántúli-dombság része. Északról a Kapos völgye, északkeletről a Völgység, keletről a Baranyai-hegyhát és a Mecsek, délről a Drávamenti-síkság, nyugatról Belső-Somogy határolja.

## Földrajza

### Domborzat
A Zselic főtömegét pannonkori üledékek épitik fel, amire pleisztocénben lösz rakódott, mely akkor összefüggően borította be a harmadkori rétegeket. Később a dombvidék belső részein a lösz leerodálódott és csak az alacsonyabb dombokon maradt meg. A Kapos völgyében több helyen pleisztocén homok foglalja el a lösz helyét, s a belőle felépült, sajátságosan barázdált, lankás dombok morfológiailag is élesen elütnek a löszdombok meredek eróziós formáitól. A dombvidék belsejében, a pannon rétegek között homokkőpadok is akadnak, míg a délkeleti részen, a Mecsek szomszédságában foltokban gránit is felszínre bukkan. A dombságot főleg észak-dél irányú, törésvonalakhoz igazodó völgyek és hátak tagolják. A dombhátak átlagos magassága 220–270 m közti, nyugaton a Ropoly (278 m), keleten a Hollófészek (358 m) jelentik a legmagasabb pontokat. A területen évente lehulló bőséges csapadék és a patakok mély völgyhálózatot vágtak a pannon agyag rétegeibe, suvadásos, korróziós és talajeróziós domborzati formák nagy gazdagságát hozva létre. A dombhátak szélesek és laposak, a belőlük kiinduló oldalgerincek is csaknem azonos magasságúak. Legtagoltabb része a Központi- és az Észak-Zselic, ahol igen jellemzőek a csuszamlásos-suvadásos folyamatok. A Dél-Zselicre dél felé kibillent, lösszel fedett rögök sora jellemző, amelyek meredekebb északi oldalán szintén gyakoriak a csuszamlások. Legkevésbé kiemelt és tagolt az északkeleti része, amit 10 métert is meghaladó vastagságú lösztakaró borít. Geológiailag ókori kristályos és átalakult kőzetekre rakódott középkori üledékek, majd újkori lazább tengeri üledékeket borító lösztakaró jellemzi.
| név            | magasság | név         | magasság |
| -------------- | -------- | ----------- | -------- |
| Hollófészek    | 358 m    | Róka-domb   | 276 m    |
| Göbecsi-tető   | 264 m    | Puszta-hegy | 264 m    |
| Hindai-bérc    | 261 m    | Rózsa-hegy  | 255 m    |
| Tótvárosi-hegy | 253 m    | Kakukk-hegy | 244 m    |

### Vízrajz
A Zselic kis vízhozamú és ingadozó vízjárású talaj- és rétegvíz forrásokban gazdag. A területen 140 forrás található, melyek vizét 7 patak gyűjti össze. Nagyobb jelentőségű forrás a geológiai adottságok miatt nem alakulhatott ki. A terület sűrű völgyhálózata a pannon agyagos, homokos rétegekben számos kisebb hidrogeológiai egységet alakított ki, melyeknek a vízszolgáltató képessége kicsi. A kistájat a fő vízválasztó alapján két részre lehet osztani. Az Észak-Zselic folyóvizeit a Kapos, a Dél-Zselicét a Fekete-víz illetve a Dráva gyűjti össze. Az Észak-Zselic patakjai általában kisebb vízgyűjtővel rendelkeznek és rövidebbek. A legnagyobb vízgyűjtő területtel és hosszal az Almás-patak (221 km², 39,5 km) és a Gyöngyös-patak főága (152 km², 28 km) rendelkezik. A teljes terület alatt termálvízkincs húzódik, de ez idáig csak Hencsén sikerült a feltárása és hasznosítása.
Nagyobb vízfolyások:
- Almás-patak
- Gyöngyös
- Surján-patak

### Részei
A pleisztocénbeli eltérő fejlődésmenet miatt a területen morfológiailag három mikro-alkörzetet lehet elkülöníteni. A legnagyobb területű a Központi- vagy Magas-Zselic. Ez a térség emelkedett a legintenzívebben, és itt a legtagoltabb a felszín. Itt a legjelentősebb a pannon rétegek mai morfológiai hatása is. Ebben az alkörzetben található a kistáj legmagasabb pontja: Hollófészek (358 m). A Dél-Zselicre a terjedelmes, völgyekkel kissé szabdalt déli lejtők és a rövid, de meredek (és csuszamlásveszélyes) északi lejtők a jellemzőek. Ezek a dombvidék peremén található, emelkedés közben levált és délre billent rögök hatására alakultak ki. Az Északkeleti-Zselic legfeltűnőbb morfológiai vonásaként a vastag lösszel fedett, alacsony tengerszint feletti magasságban fekvő platók. Itt gyakorlatilag nincs jelentősége a pannon alapkőzetnek.

### Talaj

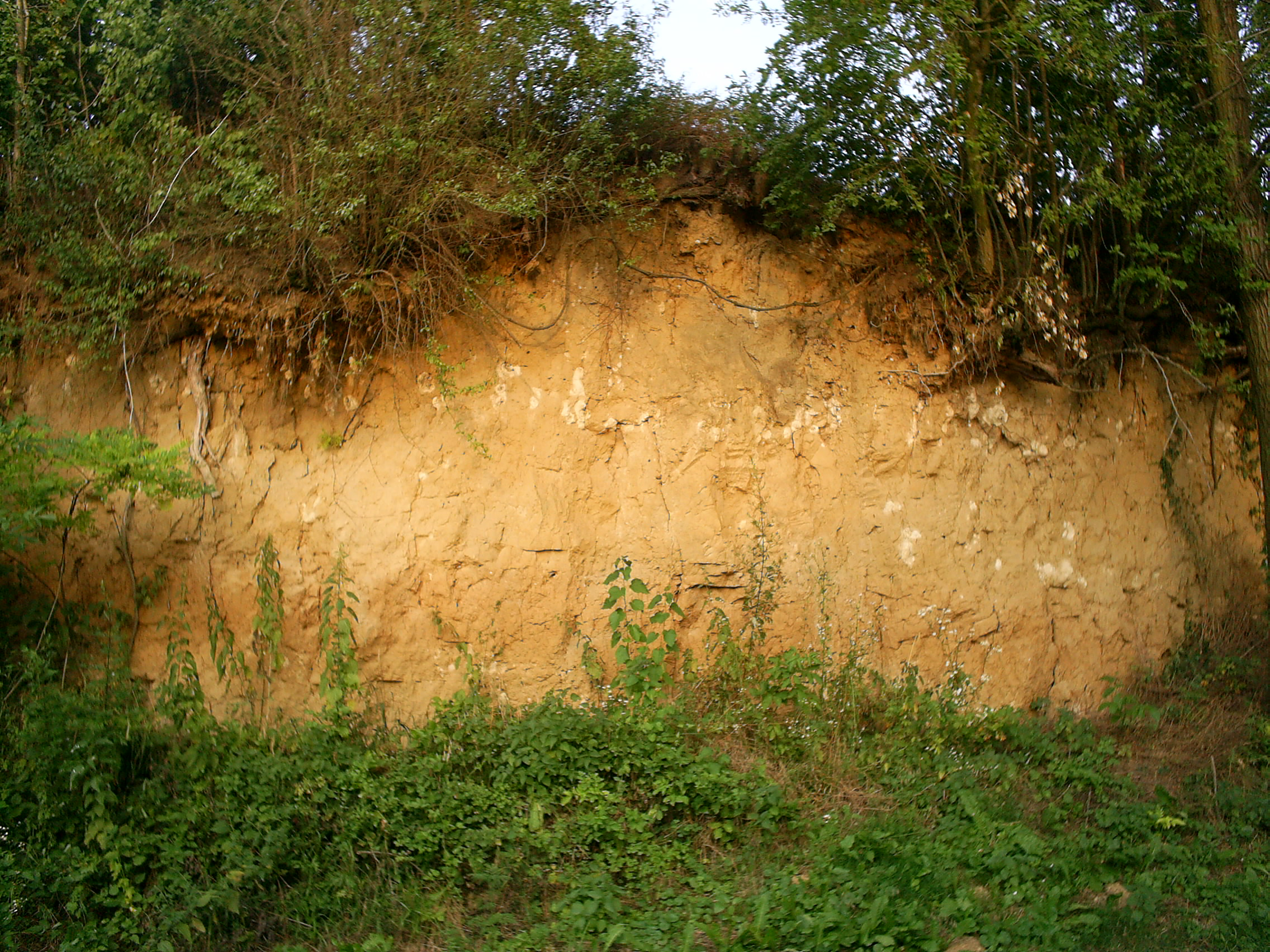
Löszfal Szulimánnál

A Zselic domborzatilag kiemelt, ennek következtében a nedvesebb övhöz tartozik. Ez és löszös üledékeken képződött, az erdőtől megfosztott lejtős felszínein erősen és közepesen erodált, agyagbemosódásos barna erdőtalaja adja meg viszonylag egységes talajföldrajzi jellegét. A Zselic mezőgazdasági művelés alatt álló talajainak nagy része is eredetileg agyagbemosódásos barna erdőtalaj volt. A Kapos menti északi részén növekszik a Ramann-féle barnaföld aránya. Mindkét jellemző talajtípusa általánosságban középkötött, nem karbonátos vályog. A körzet déli, síkságba áthajló alacsonyabb szegélyén környezetben megjelenik a csernozjomosodó barna erdőtalaj, sőt a mészlepedékes csernozjom is. A természetes termőképesség zömmel közepes (VI. oszt.), az északi és középső szegélyen V. osztályú, míg a mezőségiesedő, illetve mezőségi talajokon jó minőségű (III. oszt.). A Belső-Somoggyal határos DNy-i részen viszont csak gyenge (VII. oszt.) termőképességű talajok fordulnak elő. A dombhátak között fekvő völgyekben a fekete színű réti talajok elterjedtek.

## Kialakulása
A tájat a devon és kora karbon időszakában fokozatosan visszahúzódó tenger borította, mely a felső karbonban bekövetkező variszkuszi hegységképződés során kiemelkedett és szárazulattá vált. Ekkor feltehetőleg meleg trópusi éghajlat uralkodott, ami a perm időszak folyamán valamivel szárazabbá vált. A mezozoikumban az ország területének nagy részét ismét tenger öntötte el, a tengerből azonban kiemelkednek szigetként a variszcidák kristályos tömbjei. Ilyen ókori kristályos kőzetekből álló hegység emelkedett a Bakony és Mecsek között, a mai Zselic helyén is, és több mint 200 millió éven keresztül szárazulatként állta a tektonikus változások hosszú sorát és a trópusi klíma lepusztító tevékenységét, egészen a miocén közepéig. A kréta idején erős vulkáni tevékenység zajlott, melynek során trachidolerit és fonolit került a Zselic felszínére. A középső miocén során az egész Dél-Dunántúl újra tenger alá került, habár ez a tenger sekély, parti jellegű volt, amiből a Zselic több pontja is szigetként kiemelkedett. A szarmata korszakban, a táj ismét kiemelkedett a tengerből és a klímája jelentősen szárazabbá vált. A pliocén elején a területet elöntötte a Pannon-tenger. A pannon rétegek vastagsága a Zselicben a Mecsektől kezdve északnyugat felé egyre növekszik és Kaposvár vonalában eléri az 1000 métert, Külső- és Belső-Somogy területén pedig a 2500 métert is. A pliocén végén általános emelkedés indult meg, melynek következtében eltűnt a tenger. A lágy üledékes kőzetbe a pliocén folyamán, és a pleisztocénben mély eróziós árkokat és völgyeket vágtak a lefutó patakok. Mivel pedig a pleisztocén elején a Dunántúli-Középhegység kiemelkedése folytán a pannon-felső pliocén tábla délnek megdőlt, a folyóvizek is déli irányban kerestek utat. A pleisztocén során a tektonikai mozgások következtében a Kapos völgye lesüllyedt, a tőle délre fekvő területek feldarabolódása és kiemelkedése alakította ki a Zselic mai alakját.

## Ásványkincsek
A Zselicben előforduló geológiai képződmények ‑ mint hasznosítható anyagok ‑ zömmel újkoriak. Paleo- és mezozoos képződmények csak a táj keleti-délkeleti szélén találhatók. Az utóbbiaknak van nagyobb jelentősége, mivel a Bükkösd és Hetvehely határában található triász, anisusi mészkövek igen jó minőségűek. Építőkőként, útburkolásra és vasúti töltések építésére már régóta használják. Haas Mihály 1845-ös művében kiemeli, hogy Bükkösdön 4 felé „ásnak” különféle „márványokat”. A környező erdőségek fakészlete és a mészkő az itt lakókat évszázadok óta kiegészítő jövedelemhez juttatta, mivel mészégetéssel is foglalkoztak. A II. világháború után a mészkövet ipari módszerekkel kezdték bányászni, és kis teljesítményű kőzúzó és mészégető berendezést is telepítettek rá.
A kainozós képződmények felszíni előfordulása szintén kis kiterjedésű, és minőségük is csak közepes. A pannon homok- és mészköveknek volt csak helyi jelentősége a térségben (ugyanis a 19. század végéig – a szállítási nehézségek miatt – nehezen jutottak jobb minőségű, pl. kővágószőlősi homokkőhöz). A homokkőből vályúkat, csatornákat, ajtófélfákat készítettek többek között Somogyhárságyon is. Egyik-másik község titokban a határában található homokkövet használta fel útépítésre az előírt „baranyai kövek” helyett. Nagyobb jelentősége volt a hasonló korú homoknak, melyből az almamelléki Lukafa-pusztán, a gálosfai Szentluka-pusztán és a Szágyon lévő hutákban üveget készítettek. A kis földesúri manufaktúrákban a szántóterületek növelésekor kiirtott erdők fáját használták fel energiahordozóként.
Legnagyobb jelentősége a területünkön a pannon agyagnak, a pleisztocén lösznek és löszszerű anyagoknak van. Mária Terézia „szilárd” falú lakóházakat megkövetelő rendelete óta majdnem minden községben működött téglaégető, ami a helyi igényeket elégítette ki. A már említett Lukafa-pusztán az üveghuta mellett cserépedény gyár és pipaégető is működött a múlt század közepén. Már Haas Mihály is megemlíti például a Bükkösd környéki fehér, kiváló minőségű edény-agyagot, melyet messze földre szállítottak. A II. világháború után koncentrálódott az építőipar, és kevesebb, de nagyobb kapacitású, gépekkel felszerelt téglagyárak kezdték meg működésüket (pl. Csertőn, Antalszálláson, Godisán, Kaposváron).
- falazó homok: Gödre
- tömör téglaagyag: Gödre, Bőszénfa, Kaposszerdahely
- blokktégla agyag: Sásd, Simonfa
- fazekas agyag: Kishajmás
- anhidrit: Hetvehely, Bükkösd
- falazó mészkő: Hetvehely, Bükkösd
- gipsz: Bükkösd
- öntödei homok: Helesfa, Bükkösd
- téglaagyag: Szigetvár

## Éghajlata

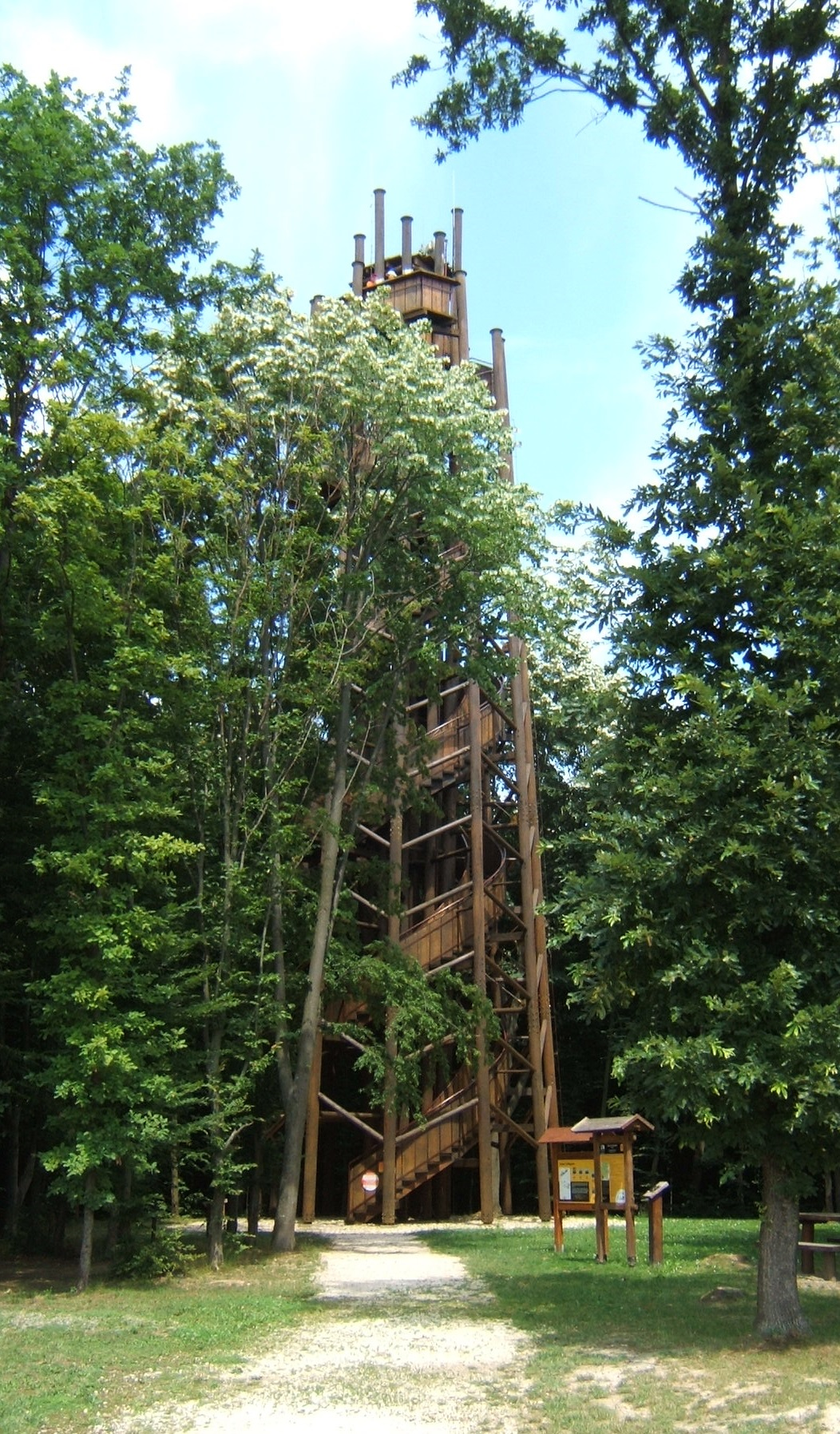
A zselici csillagpark kilátója

Éghajlata kissé hűvösebb és csapadékosabb a környezeténél, enyhe telű, szubmediterrán jellegű. A Zselic éghajlata a gazdálkodás szempontjából kedvezőnek mondható. A napfény és a csapadék mennyisége kevés kivétellel minden évben kielégíti a mezőgazdaság igényeit. Az aszály igen ritka jelenség a vidéken. A hőmérséklet ingadozása kevésbé szélsőséges, amit elsősorban a földrajzi helyzetének, domborzati sajátosságainak és erdőkben való gazdagságának köszönhet. A Zselic mérsékelten meleg, mérsékelten nedves éghajlatú kistáj.
A napsütéses órák száma a területen nyugatról kelet felé nő, a nyugati részén 1950-2000, míg a keleti részén 2000-2050 óra/év. A felhősödés az ország többi részéhez hasonlóan nyáron 45-50%, télen pedig 60-65%. Az évi középhőmérséklet 9,8-10,7 °C közötti, összességében a terület a Dunántúl délkeleti, melegebb feléhez tartozik. Az évi hőmérséklet maximumát júliusban éri el, értéke átlagosan 20-20,5 °C. A táj területén a hőmérséklet éves eloszlása kiegyenlített; a nyár kiegyenlítetten meleg, forróság ritkán fordul elő, hiszen a júliusi középhőmérséklet sehol sem emelkedik 21 °C fölé. A tél feltűnően enyhe, a fagyos napok száma egy évben 80-90 közt mozog, ami országos viszonylatban alacsony érték. A tenyészidőszak átlagos hőösszege 3100 °C fölött van.
A Zselic légnyomás-viszonyok szempontjából köztes helyet foglal el az Alpok magas légnyomású területei és az Alföld medence jellegével kapcsolatos alacsony légnyomású centrum között.
A Zselic vidéke hazai viszonylatban a csapadékosabb tájak közé tartozik. Területének nagy részén 700–750 mm az évi átlagos csapadékösszeg. Ebből is kiemelkedik azonban a Hollófészek környéke, ahol 750 mm fölé emelkedik. A relatív páratartalom 74-77%-os. A Zselic viszonylag szélcsendes terület, az uralkodó szélirány az északnyugati.

## Gazdasága

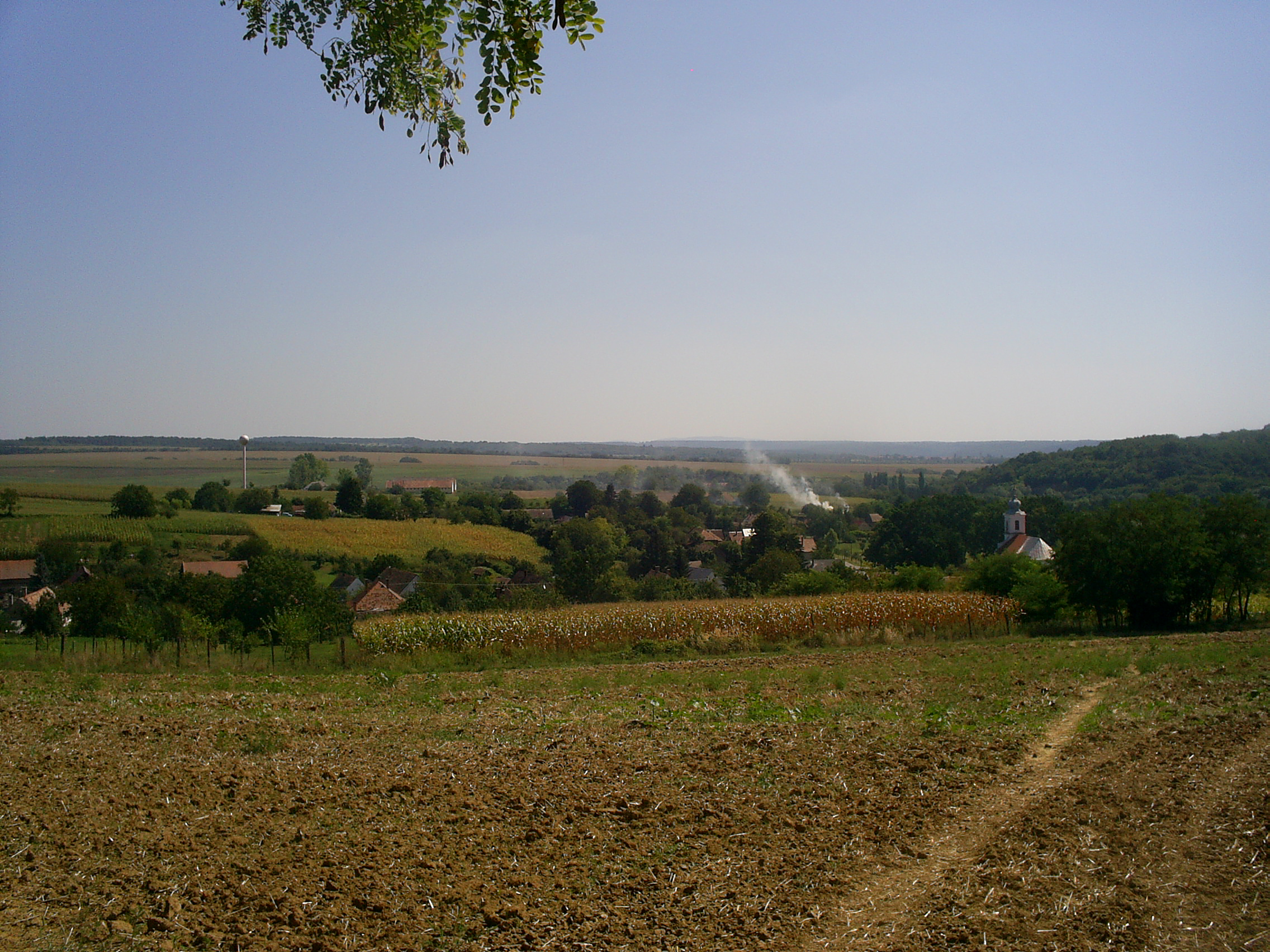
Szulimán látképe az egyik szőlőhegyről

A Zselic legfontosabb erőforrásai a táji-természeti adottságok. A természeti erőforrásokon belül a földterület és az erdőállomány a meghatározó. A Zselic nyersanyag-erőforrásait és azok előfordulását alapvetően a földtani szerkezet határozza meg. A táj művelésre alkalmas érckészlettel nem rendelkezik. A nem érces jellegű nyersanyagok közül említésre érdemes a cserép és téglaipari alapanyag (simonfai kitermeléssel a Kaposmérői Téglagyár ellátására).
A Zselic erdeiben jelentős szerepet tölt be a méhészkedés. 2023-ban a zselici hársméz bekerült a Magyar Értéktárba is.
| Típus             | Területarány |
| ----------------- | ------------ |
| Szántó            | 53%          |
| Erdő              | 33%          |
| Rét, legelő       | 6%           |
| Szőlő, gyümölcsös | 3%           |
| Lakott terület    | 4%           |
| Egyéb             | 1%           |

## Történelme

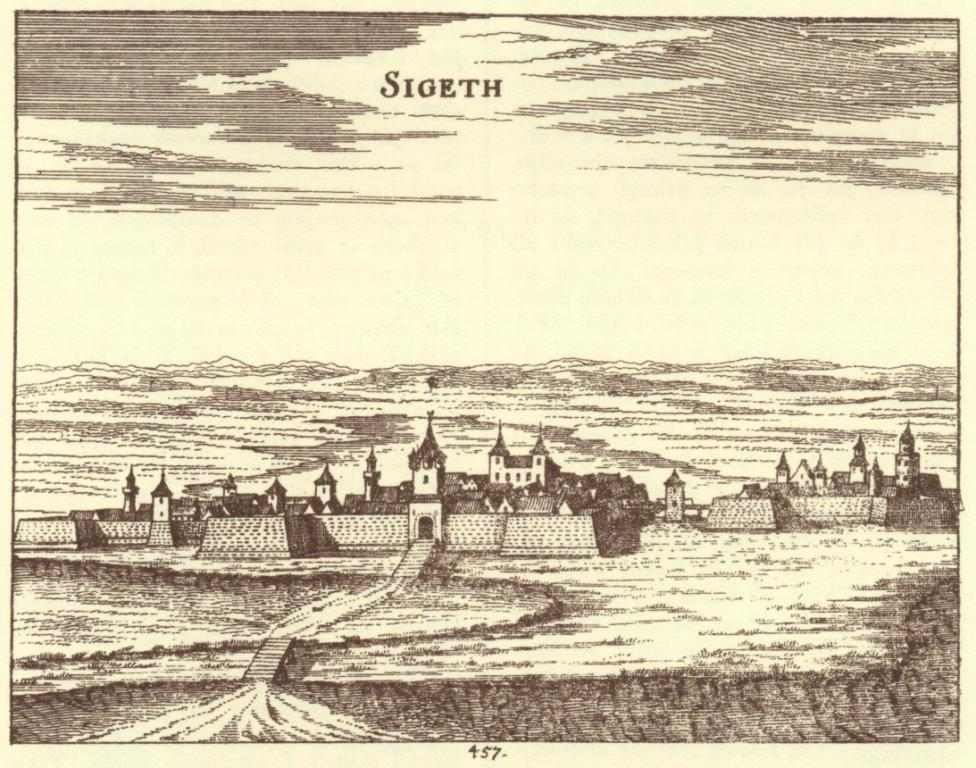
Szigetvár vára

Neve honfoglalás kori szláv lakosságára utal, tőlük ered a Zselic, zselica elnevezés is mely az itt őshonos tölgyre utal. Az újkőkorban Kaposvár környékén már jelentősebb települések voltak. A csiszolt kőkorszak leletei nagy számban kerültek elő a Kaposvölgyből. A késői bronzkorban, illetve a vaskorban, jelentős népesség élt a Zselic dombvidékén.  A honfoglalás idejében a Zselicet szlávok lakták. A honfoglaló magyarság, Etelközi életformáját megőrizve, a síkságokat, alacsonyabb dombvidékeket szállta meg. A gyér szláv őslakosság a hegyekben és hegylábi területeken élt, de lassan beleolvadt a magyarságba. A török hódoltság előtti időszakban a Zselicet teljes egészében magyarok lakták. Ebben az időben a kistáj legfontosabb terményei a búza és a bor volt. Buda, Pécs és Szigetvár eleste után a Zselic teljes területe török megszállás alá került, s a terület az 1689-es felszabadulásig szinte elnéptelenedett. Az üres területre sváb telepesek is érkeztek. A 19. század elején tértek át a két, majd három nyomásos gazdálkodásra, és kezdték el az állattenyésztést (juh, szarvasmarha) is fejleszteni, mert a művelhető földterületek elfogytak, és csak erdőirtással vagy a mocsarak lecsapolásával juthattak művelhető földhöz. 1882-ben épült meg a Pécs-Budai vasútvonal, amivel csökkent a terület falvainak elzártsága.

## Élővilága

### Állatvilág

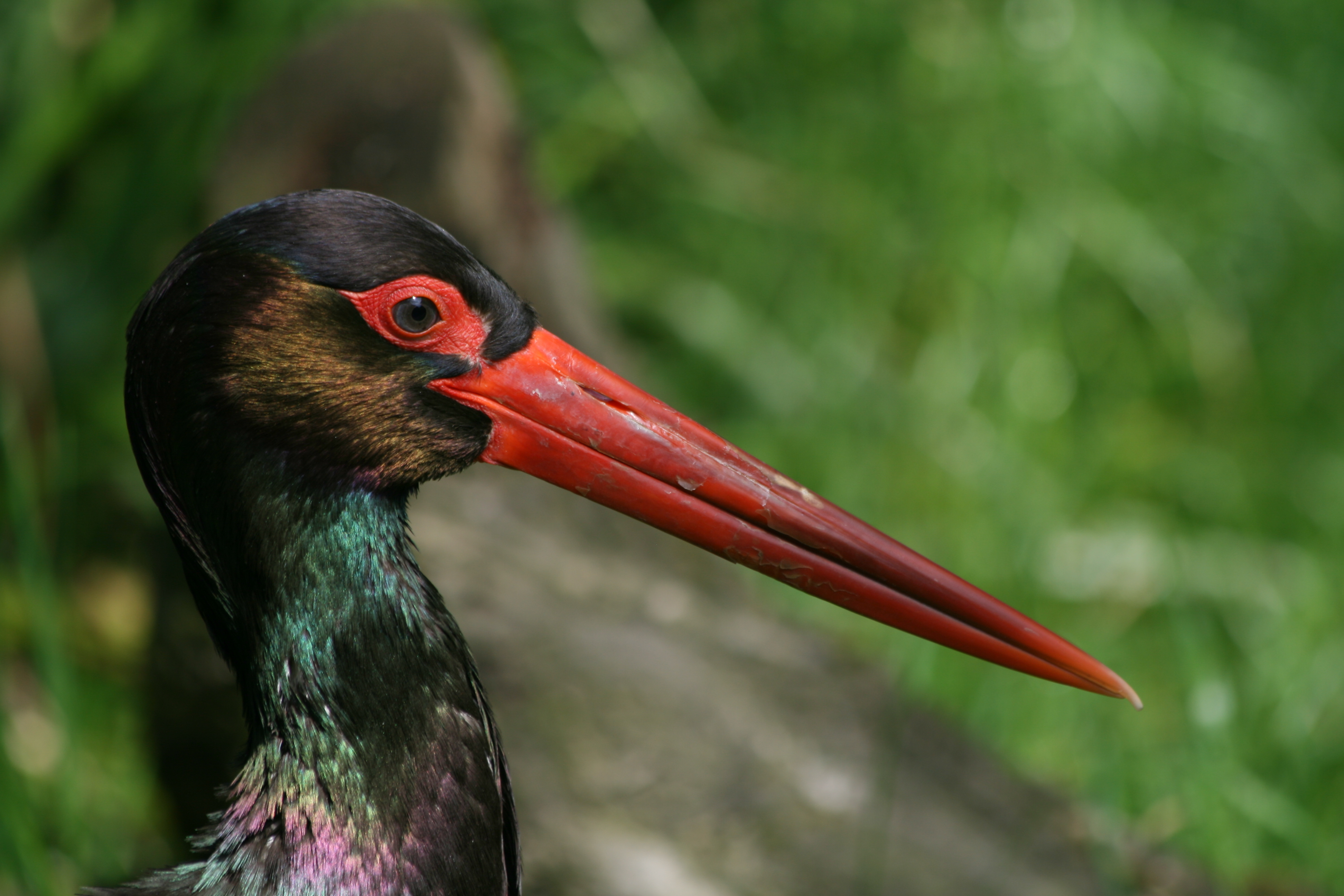
Fekete gólya

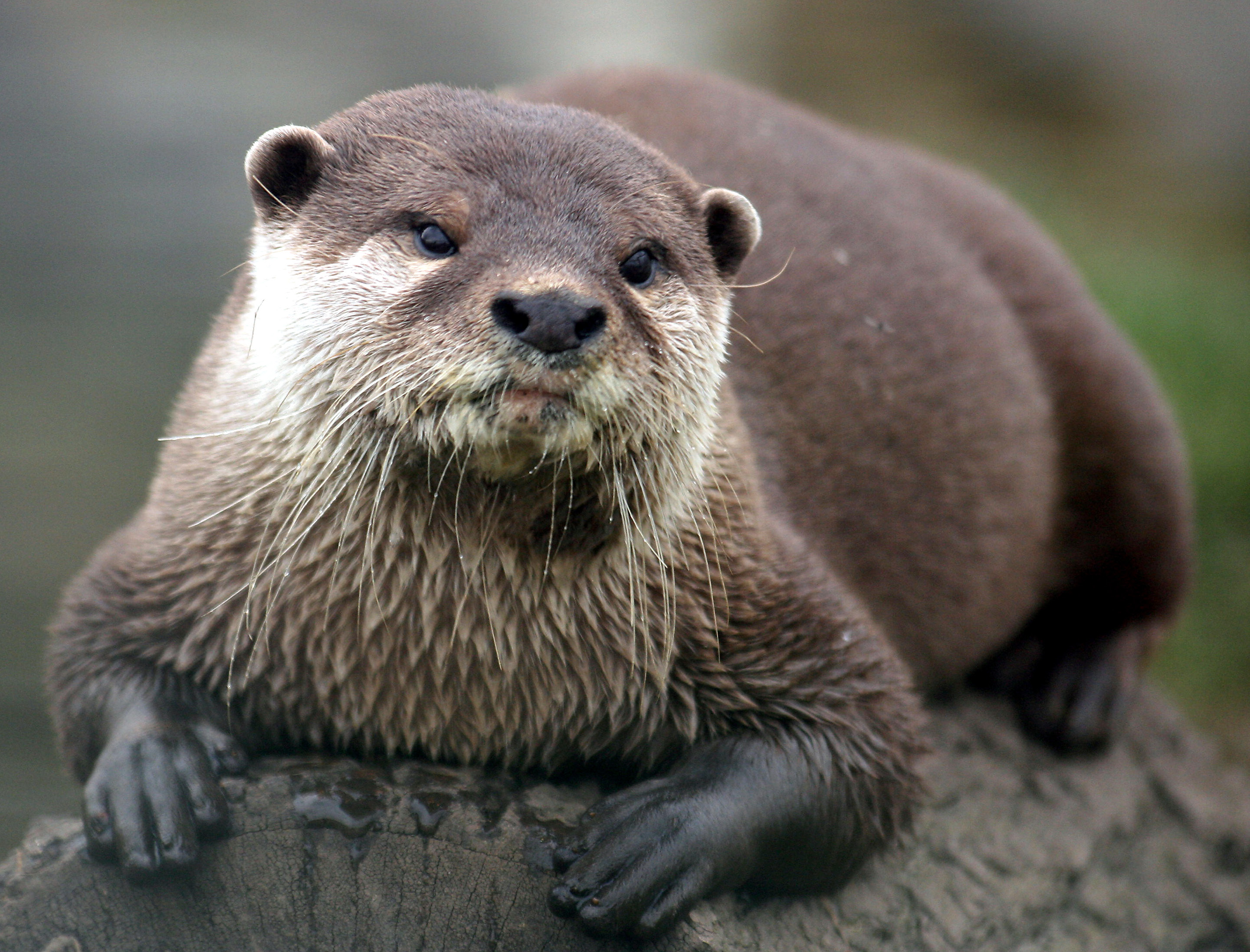
Vidra

A Zselic nyugati részén, nem messze a Ropolyi-erdőtől folyik a Bárdi-patak, amelyen kis halastóláncot alakítottak ki. Bőszénfától keletre, a Surján-patak széles völgyében hasonlóan gazdag mocsaras élőhelyek találhatók, amik a vízimadaraknak nyújtanak biztonságos fészkelő- és táplálkozóhelyet. A zárt erdőségek, és a vizes területek közelsége okozza, hogy a Zselicben több pár ritka fekete gólya is fészkel. A mocsaras völgyekben gyakori a nagy kócsag, a szürke- és a vörös gém, és récék, nádi és parti madarak több faja is költ a területen. Az erdőkben rétisas, darázsölyv, zöld küllő, fekete harkály és kis énekesek sokasága fészkel, szarvas, vaddisznó, őz gazdag állománya, valamint vadmacska, borz, nyest és vidra él.

### Növényvilág

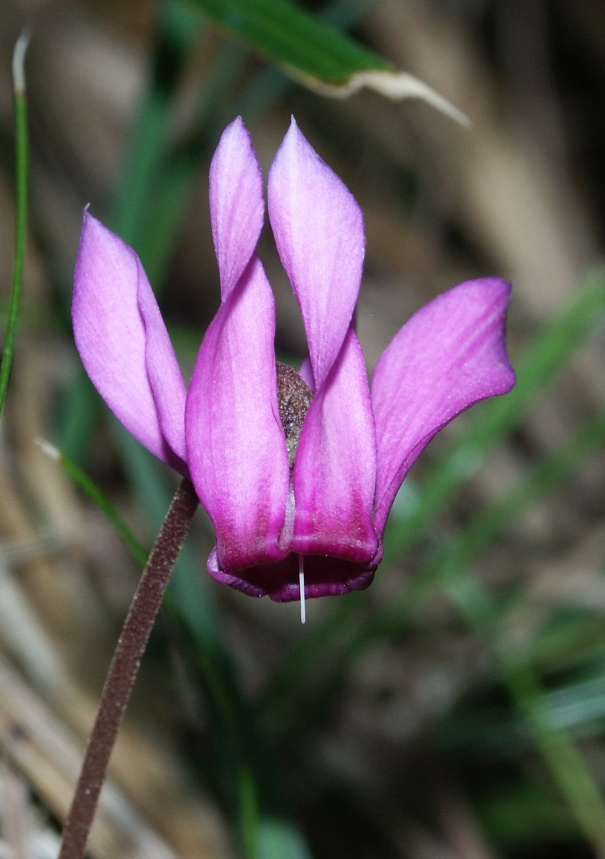
Erdei ciklámen

A vidék a mediterrán, illír, pannon, és gyakran az alpi flóra növényeinek határzónája. Egyedi növénytársulásai különböző területek fajai által kialakított érdekes kapcsolatok eredményeképp jönnek létre. A Zselic löszdombjain megjelenik a bükk, és elegyest alkot a délről idáig felhúzódó balkáni ezüst hárssal (legszebb példája a Ropolyi-erdő) – ugyanakkor azonban az északi oldalakon és a mélyebb, hűvösebb völgyekben őshonos az erdeifenyő. A napos domboldalak gyorsan felmelegedő lösztalaján értékes melegkedvelő növények tucatjai élnek. A kontyvirág, a szakállas szegfű és a tarka lednek mellett az erdőkben kakasmandikó, és erdei ciklámen nyílik, és csodájára járhatunk a királyné gyertyája szépséges virágának. Ősszel több helyen is szinte szőnyeget alkot a virágzó őszi kikerics. A gyertyánosokban és cseres-tölgyesekben szúrós és lónyelvű csodabogyó igen gazdag állománya él, és nem ritka a tavaszi hérics és a leánykökörcsin sem.

## Kulturális értékek

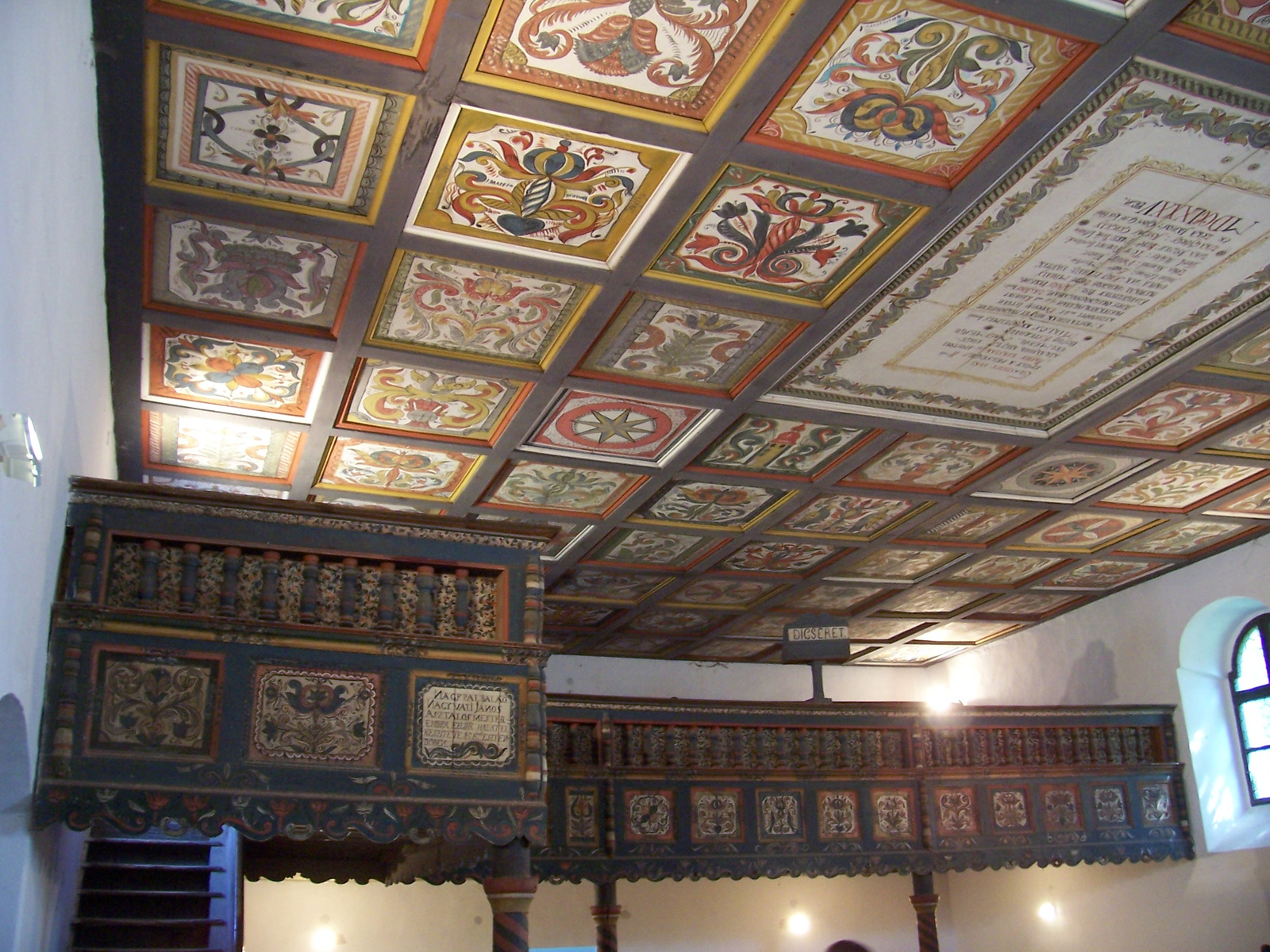
A szennai templom kazettás mennyezete

A Zselic néprajzi, társadalomtörténeti szempontból is értékekkel teli táj. A kőkorszak óta lakott vidék volt – máig kisebb falvak és nagyobb települések nyomait rejtik az erdők. A törökdúlás után azonban szinte teljesen elnéptelenedett. A táj jellegzetes népi építészetét a tájvédelmi körzet nyugati határán található Szenna mutatja be, amely talán a Zselic legismertebb faluja. Itt található hazánk első Europa Nostra-díjas falumúzeuma, amelynek különlegessége, hogy a jellegzetes belső-somogyi és zselici házakat egy élő falu közepébe telepítették. A skanzen helyét az 1785-ben épült református templom jelölte ki, amely népi barokk stílusával és gyönyörű fakazettás mennyezetével Somogy egyik legértékesebb műemlékének számít. A templom körül álló talpas favázas lakóházak és a hozzájuk tartozó gazdasági épületek a 19. századi somogyi parasztéletet mutatják be.

## Turizmus

### Zselic turisztikai attrakciói
A tájegység turizmus szempontjából jelentősnek mondható attrakciói az Észak-Zselicben a Szennai Szabadtéri Néprajzi Gyűjtemény, Patcán a Katica-tanya, Hajmáson a Zselic-völgy Szabadidő-farm; Dél-Zselicben Almamelléken és közvetlen környékén az Almamelléki Állami Erdei Vasút, amely kiinduló pontján (Almamelléken) Kisvasúti múzeum, végpontján ‑ Sasréten ‑ a Kikerics Erdei iskola, a Sasréti Vadászkastély, Ibafán a Pipamúzeum.

### Zselici Csillagoségbolt-park
A ,,nemzetközi csillagoségbolt-park” (International Dark Sky Park) címet a Nemzetközi Csillagoségbolt Szövetség alapította. Ezt az elismerést Európában elsőként a Zselici Tájvédelmi Körzet nyerte el – a skóciai Galloway Parkkal közösen – 2009. november 16-án. Magyarországon ugyanis a Zselic azon területek egyike, ahol a csillagos égbolt látványát elnyomó fények alig zavarják. A Duna–Dráva Nemzeti Park Igazgatóság és a Magyar Csillagászati Egyesület között jött létre egy Együttműködési Megállapodás, melynek tárgya a Sötét Égbolt Rezervátum létrehozása a Zselici Tájvédelmi Körzet területén. Közösen egy csillagászati tanösvényt hoztak létre, amely bemutatja a fényszennyezés jelenségét, tájékoztatót ad az ideálisan megfigyelhető csillagos égboltról.

## Települések
| - Almamellék - Bakóca - Baranyajenő - Baranyaszentgyörgy - Bárdudvarnok - Boldogasszonyfa - Bőszénfa - Bükkösd - Csebény - Cserénfa - Csertő - Csoma - Gálosfa - Gödre - Hajmás - Hetvehely - Horváthertelend - Ibafa - Jágónak | - Kaposgyarmat - Kaposmérő - Kaposszekcső - Kaposszerdahely - Kaposvár - Kercseliget - Kisbeszterce - Magyarlukafa - Mosdós - Nagyberki - Meződ - Mozsgó - Palé - Patca - Sántos - Sásd | - Simonfa - Somogyapáti - Somogyhatvan - Somogyhárságy - Somogyviszló - Szágy - Szenna - Szentbalázs - Szentlászló - Szigetvár - Szilvásszentmárton - Szulimán - Tormás - Vásárosbéc - Zselickisfalud - Zselickislak - Zselicszentpál |